# Dulceni
Dulceni – wieś w Rumunii, w okręgu Teleorman, w gminie Troianul. W 2011 roku liczyła 75 mieszkańców.